# Síndrome do ajudante
Síndrome do ajudante é o termo para os efeitos negativos da ajuda excessiva, que geralmente podem ser encontrados em profissões sociais (como professores, médicos, enfermeiros geriátricos, sacerdotes, psicólogos, assistentes sociais). Foi descrito pela primeira vez em 1977 pelo psicanalista Wolfgang Schmidbauer no seu livro Die hilflosen Helfer. 
A desordem subjacente à ajuda excessiva foi posteriormente chamada de altruísmo patológico (caridade patológica). 

## Conceito de Wolfgang Schmidbauer
De acordo com esse conceito, uma pessoa afetada pela síndrome do ajudante tem uma baixa auto-estima e fixa-se ao seu papel de ajudante; ajudar ou desejar ser usada torna-se vício. Tenta incorporar um ideal que foi perdido com os pais ou em geral na infância. A sua vontade de ajudar se estende a danos pessoais e negligência da família e da parceria; Ao fazer isso, são ignorados ou subestimados os limites do que é possível e também se ignora a questão de saber se a ajuda é desejada ou sensata. Recusa a ajudar outros na sua missão. Como resultado, pode ocorrer burnout ou depressão. 

## Limites entre ajuda saudável e patológica
Ver as necessidades e aspirações de outras pessoas é um sinal de empatia, ajudá-las ou fazer algo bom é fundamentalmente algo positivo e uma necessidade humana natural e saudável. Isso também se aplica se os próprios interesses forem temporariamente omitidos. É importante encontrar um equilíbrio saudável entre dar e receber e, ao ajudar, levar em conta os seus próprios desejos, necessidades e limites físicos, bem como os benefícios e necessidades da pessoa a quem a ajuda está sendo prestada. Deve-se ter clareza sobre os motivos para ajudar e se a ajuda fornecida é realmente útil para o destinatário da ajuda (prova que ele está servindo num sentido positivo). Se a pessoa que ajuda perde de vista a necessidade do outro, bem como os seus próprios desejos, objetivos e limites físicos, através de sua própria necessidade de ajudar e, acima de tudo, ajuda a melhorar sua própria pessoa, a ajuda torna-se patológica.  
O termo "síndrome do ajudante" é entendido como a tendência de uma pessoa para se oferecer principalmente como auxiliar em encontros interpessoais . Por causa de sua própria necessidade de confirmação, contato social ou reconhecimento social, a pessoa que ajuda depende tanto de agradecimentos, cuidados ou confirmação por parte do destinatário da ajuda ou da sociedade que não reduz a vontade de ajudar, mesmo quando a ajuda não é necessária ou a pessoa trabalha demais, drenada, explorada ou abusada. Com o seu “auto-sacrifício”, o ajudante satisfaz a necessidade de pertencer e de confirmar a auto-estima (auto-estima). 
Enquanto a ajuda solidária é principalmente voltada para o benefício daqueles que a recebem, a ajuda patológica é voltada para motivos egocêntricos e para as necessidades psicológicas inconscientes do ajudante. 
Na maioria das vezes, o padrão de se tornar dependente do reconhecimento dos outros é aprendido na infância. Os afetados somente se consideram amáveis e valiosos se se sacrificarem e receberem confirmação dos outros e, assim, experimentarem uma apreciação de si mesmos (“papel de mártir”). Aprendem a ver os seus próprios desejos, necessidades e limites físicos, bem como a aceitar se ajudarem a si mesmos. 

## Altruísmo patológico
Enquanto o conceito psicanalítico da síndrome do auxiliar de acordo com W. Schmidbauer se concentra no auxiliar, o termo "altruísmo patológico"    ( amor patológico do próximo) é mais amplo e descreve, entre outras coisas, as relações neuropsicológicas e possíveis efeitos negativos no objeto da ajuda ou no contexto social, ou seja, na pessoa ou grupo a ser ajudado, mas também em pessoas ou grupos externos. 
A base biológica evolucionária está na coincidência do comportamento inato dos cuidados a tener e na falta ou informação insuficiente sobre suas consequências possivelmente prejudiciais. Um exemplo clássico é o cuidado da ninhada de parasitas de ninhos (por exemplo,   B. cuco). Outro exemplo clássico são as consequências negativas dos "projetos de ajuda ao desenvolvimento" individuais, especialmente na África. 
Os riscos médicos de altruísmo excessivo para a pessoa ajudando é a exaustão (burnout), culpa, vergonha, ansiedade e depressão. 

## Web links
- Die Zeit 18/2006: Entrevista sobre Thea Bauriedl (Universidade de Munique) sobre síndrome de burnout e síndrome do ajudante

## Literatura

### Ciência
- BA Oakley: Conceitos e implicações do viés do altruísmo e altruísmo patológico. Em: Anais da Academia Nacional de Ciências .Volume 110 Suppl 2, junho de 2013, p. De 10.408 a 10.415, doi: 10.1073 / pnas.1302547110, PMID 23754434, PMC 3690610.
- Barbara Oakley, Ariel Knafo, Guruprasad Madhavan, David Sloan Wilson (ed. ): Altruísmo Patológico, Oxford University Press, EUA, 2012, ISBN 978-0-19-973857-1, PDF.
- Tom EB, EC Tully: A empatia como uma "força de risco": um exame multinível da empatia e do risco de distúrbios internalizantes. Em: Desenvolvimento e psicopatologia. Volume 26, número 4 Pt 2, 11 de 2014, p.   1547-1565, doi: 10.1017 / S0954579414001199, PMID 25422978, PMC 4340688  (Revisão).

### Conselheiros
- Barbara Messer : Síndrome do ajudante?- Estratégias para cuidadores responsáveis, Schlütersche, Hannover 2014, ISBN 9783842685871.
- Wolfgang Schmidbauer: Os ajudantes indefesos: Sobre os problemas mentais das profissões de ajuda. Rowohlt, 1978, ISBN 3-498-06123-2.
- Schmidbauer, Wolfgang.: Síndrome de auxiliar e risco de burnout. primeiro Ed. Urban & Fischer, Munique [u. a.] 2002, ISBN 978-3-437-26940-0 .
- Wolfgang Schmidbauer: A síndrome do ajudante. Ajuda para ajudantes. Rowohlt, 2007, ISBN 978-3-499-62208-3.
- Ulsamer, Bertold.: Nascido para ajudar: Respostas para ajudantes indefesos de cargos familiares. Vier-Türme-Verlag,, Münsterschwarzach 2004, ISBN 978-3-87868-644-6 .

## Vínculos
- Delna Antia: Onde está a linha entre ajudar e ser mãe? - Esta é a pergunta que muitas mulheres enfrentam para cuidar de refugiados. Süddeutsche Zeitung - agora, 21 Maio de 2017.